# 長鬚短吻魚
長鬚短吻鱼（学名：Sikukia longibarbata）为輻鰭魚綱鯉形目鲤科的其中一種，分布于中國，棲息在中底層水域。